# Rachel des Bois
Rachel des Bois est une auteure-compositrice-interprète française.

## Biographie
Rachel des Bois est la fille de Claude Sfez, fondateur de la chaîne de restaurants italiens Carpaccio et la sœur de Philippe Sfez, acteur et écrivain.
En 1987, Rachel des Bois joue le rôle-titre dans Yasmina ou l'Oriental incognito, un spectacle mis en scène par Élisabeth Chailloux et Serge Hureau, d'après Isabelle Eberhardt. Elle chante dans l’Opéra équestre, un spectacle de la troupe de Bartabas, monté en 1991, puis dans son film Mazeppa, sorti sur les écrans en 1993.
Son premier album, Au cœur des foyers, est édité en 1993 par Universal Music. Le disque est remarqué, notamment par Jean-Louis Foulquier. En 1995, la chanteuse remporte la Victoire de la révélation variétés féminine, ainsi que le grand prix de l'académie Charles-Cros. Son 2e album, Tidam, sorti en 1997, est un échec commercial. Rachel des Bois reçoit le grand prix de la Ville de Paris, mais est remerciée par son label. Le prix Félix-Leclerc de la chanson lui est attribué en 1999.
En 2001, elle écrit, compose et interprète le titre On en veut encore, qui figure sur la bande originale de film du long métrage C'est la vie réalisé par Jean-Pierre Améris (source : générique).
Durant les années 2000, Rachel des Bois donne des cours de chant à des acteurs, dont Gérard Darmon, Nathalie Baye et Marie Trintignant. Avec cette dernière, elle participe à l'enregistrement d'un album pour enfants, intitulé Les Animots. Rachel des Bois effectue son retour avec l'album Un peu plus à l'ouest, aux sonorités plus rock. Il est enregistré avec Kris Sanchez, ancien guitariste du Cri de la mouche. Le disque est édité en mai 2011 par le label indépendant Roy Music. Le titre Sorry My Love bénéficie d'un clip réalisé par Bertrand Jacquot.

## Style musical et influences
Durant son enfance, Rachel des Bois découvre la musique tzigane, ainsi que des chanteuses comme Fréhel, Édith Piaf et Oum Kalthoum, par l'intermédiaire de ses parents. Elle s'intéresse également à la musique soul. En 1997, elle déclare n'avoir « jamais collé à un style de musique précis ».

## Discographie

### Albums
- 1993 : Au cœur des foyers (Barclay / Universal)
- 1997 : Tidam (Barclay / Universal)
- 2002 : Boby Tutti-Frutti - L'hommage délicieux à Boby Lapointe (Mercury puis Believe)

1. Jacques et Izïa Higelin - L'Hélicon
2. CharlElie - La Peinture à l'huile
3. Marka - Mon père et ses verres
4. Daran - L'Idole et l'enfant
5. Lilicub - Ta Katie t'a quitté
6. Noriko Kato - La Maman des poissons
7. Caroline Loeb - Petit homme qui vivait d'espoir
8. John Lenine Band - Sentimental bourreau
9. Clarika - Comprend qui peut
10. Pierre Vassiliu et Thallia - L'Été où est-il?
11. Rachel Des Bois - Framboise
12. Paule-Andrée Cassidy - Meli-mélodie
13. Gerard Blanchard - Aragon & castille
14. Marcel et son Orchestre - T'as pas t'as pas tout dit
15. Java - Saucisson de cheval
16. Sttellla - Lena
17. Jacno - Sentimental bourreau
18. Alain Souchon - Ça va ça vient (avec Les Cherche Midi)
19. Elli Medeiros - J'ai fantaisie

- 2011 : Un peu plus à l'Ouest (Roy Music)